# Lista de pinturas de Tomás da Anunciação

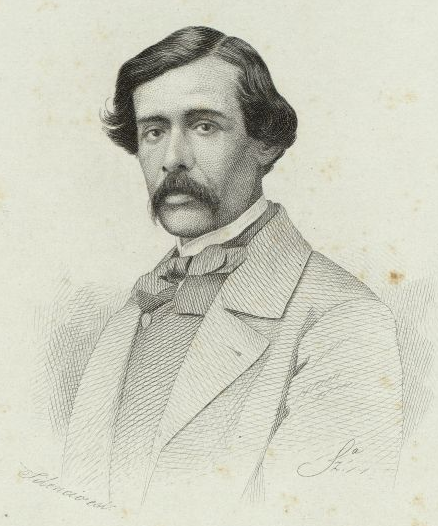
Retrato de Tomás da Anunciação (1860s), por Joaquim Pedro de Sousa

Esta é uma lista de pinturas de Tomás da Anunciação, lista não exaustiva das pinturas de Tomás da Anunciação, mas tão só das que como tal estão registadas na Wikidata.
A lista está ordenada pela data de criação de cada pintura.
Como nas outras listas geradas a partir da Wikidata, os dados cuja designação se encontra em itálico significa que apenas têm ficha na Wikidata, não tendo ainda artigo próprio criado na Wikipédia.
Tomás da Anunciação, após terminar o curso da Academia de Belas-Artes, em 1837, que contestara pelo excessivo academismo e trabalho de ateliê, dedica-se à litografia, a documentos de História Natural e à realização de pequenas telas de paisagem e animalismo, que vendia no limitado mercado de arte português. Produz para o Conde de Rackzynski cópias de mestres estrangeiros. Tendo D. Fernando II adquirido várias obras suas, encomenda-lhe Amores de Aldeia, tema raro na pintura portuguesa e que iniciou o romantismo português dedicado à paisagem e observação dos costumes.
Foi designado Professor Substituto da Academia, em 1852, tendo para o efeito realizado a obra Vista da Amora, e tornou-se Professor Efectivo, em 1858, com A vista da Penha de França. Foi considerado pelos colegas o mestre da geração romântica, tendo produzido cerca de quinhentas pinturas, na sua maioria paisagens pintadas no local, sendo fortemente influenciado pelo paisagismo holandês do século XVII, e promovendo a introdução do naturalismo, por oposição ao academismo classicista.
| Imagem | Título                               | Data de publicação | Retrata                | Coleção                                        | Localização                                                     |
| ------ | ------------------------------------ | ------------------ | ---------------------- | ---------------------------------------------- | --------------------------------------------------------------- |
|        | Vista da Penha de França             | 1857               | Lisboa Penha de França | Museu Nacional de Arte Contemporânea do Chiado | Lisboa                                                          |
|        | Vista da Amora, paisagem com figuras | 1852               | Amora                  | Museu Nacional de Arte Contemporânea do Chiado | Lisboa                                                          |
|        | Piquenique (1865)                    | 1865               |                        | Museu Quinta das Cruzes                        | São Pedro                                                       |
|        | Na eira                              | 1861               |                        | Museu Nacional de Arte Contemporânea do Chiado | Lisboa                                                          |
|        | O vitelo                             | 1873               |                        | Museu Nacional de Arte Contemporânea do Chiado | Lisboa                                                          |
|        | Curral com Ovelhas e Pastora         | século XIX         |                        | No/unknown value                               |                                                                 |
|        | Maré Baixa                           | 1865               |                        | Casa-Museu dos Patudos                         | Alpiarça                                                        |
|        | Ovelhas                              | 1872               |                        | No/unknown value                               |                                                                 |
|        | Sem título                           | 1867               |                        | Museu Mariano Procópio                         | Juiz de Fora                                                    |
|        | O Sendeiro                           | século XIX         |                        | Museu de José Malhoa                           | Caldas da Rainha - Nossa Senhora do Pópulo, Coto e São Gregório |
|        | Caminho da Mata (Sintra)             | 1865               |                        | Casa-Museu Dr. Anastácio Gonçalves             | Avenidas Novas                                                  |